# 張銘杰
張銘杰（1967年9月22日—），本名張子昱，前藝名為張傑勛，臺灣男演員，老婆為許子欣（許淑蘋）。兩人育有二子，分別於2002年及2010年出生，拍攝過多部電視劇。

## 電視劇
| 頻 道      | 劇 名                                | 角 色        |
| 三立台灣台 | 《羅雀高飛》                         | 洪昭平       |
| 三立台灣台 | 《天之驕女》                         | 彭其民       |
| 三立台灣台 | 《天道》                             | 羅再興       |
| 三立台灣台 | 《願望》                             | 孙金锋       |
| 民視       | 《嘉慶君遊台灣》                     | 舒文秋       |
| 民視       | 《台灣作家劇場－瞎子阿木》           | 何清標       |
| 民視       | 《台灣作家劇場－十殿閻君》           | 楊宗盛       |
| 民視       | 《一枝草一點露》                     | 張志文       |
| 民視       | 《富貴在天》                         | 王金龍王金生 |
| 民視       | 《狀元親家》                         | 郭文雄       |
| 民視       | 《七世夫妻之梁山伯與祝英台》         | 祝兄         |
| 民視       | 《將心比心》                         | 賴連輝       |
| 民視       | 《長男的媳婦》                       | 高敬德       |
| 民視       | 《民視劇場－叫阿公一百元》           | 林石山       |
| 民視       | 《金枝玉葉》                         | 王永泰       |
| 民視       | 《情義》                             | 王志明       |
| 民視       | 《世間路》                           | 沈世昌       |
| 民視       | 《愛情風味屋》                       | 夏敏雄       |
| 民視       | 《青龍好漢》                         | 朱士貴       |
| 民視       | 《日正當中》                         | 邱嘉宏       |
| 民視       | 《慾望人生》                         | 陳永富       |
| 民視       | 《意難忘》                           | 光榮         |
| 民視       | 《八兩金》                           | 林火獅       |
| 民視       | 《親戚不計較》(EP2241登場)           | 張仁華       |
| 民視       | 《愛》                               | 羅世宏       |
| 民視       | 《娘家》                             | 蔡正男       |
| 民視       | 《夜市人生》                         | 杜世雄       |
| 民視       | 《廉政英雄》                         | 石正茂       |
| 民視       | 《父與子》                           | 周文堂       |
| 民視       | 《風水世家》                         | 鍾世民       |
| 民視       | 《龍飛鳳舞》                         | 方永華       |
| 民視       | 《春花望露》                         | 陳俊男       |
| 民視       | 《幸福來了》                         | 錢耀光       |
| 民視       | 《實習醫師鬥格》                     | 陳建明       |
| 民視       | 《鏡子森林》                         | 羅文明       |
| 民視       | 《無主之子》                         | 林父         |
| 民視       | 《日蝕遊戲》                         | 徐文彬       |
| 台視       | 《台視劇場作家系列－再嫁》           | 陳俊生張俊生 |
| 台視       | 《台視劇場作家系列－有緣千里》       | 高方         |
| 台視       | 《台視劇場作家系列－又涼又暖的季節》 | 武孝嚴       |
| 台視       | 《人間天堂》                         | 家彥         |
| 台視       | 《徐悲鴻》                           | 吳作人       |
| 台視       | 《臺灣演義》                         | 林父         |
| 台視       | 《歡喜一家親》                       |              |
| 台視       | 《秦始皇的情人》                     | 韓非         |
| 台視       | 《愛人同志》                         |              |
| 台視       | 《中年的誘惑》                       |              |
| 台視       | 《晚香玉》                           |              |
| 台視       | 《新月格格》                         | 莽古泰       |
| 台視       | 《大家有緣》                         | 盧富貴       |
| 台視       | 《春梅》                             | 宮本龍治     |
| 台視       | 《你那邊怎樣·我這邊OK》              | 郭延丰       |
| 台視       | 《美麗人生》                         | 高明         |
| 東森戲劇台 | 《王牌辯護人》                       | 黃百萬       |
| 中視       | 《燃燒的太陽》                       |              |
| 中視       | 《天師鍾馗－毒夫記》                 | 武松         |
| 中視       | 《天師鍾馗－新新龍門客棧》           | 周淮安       |
| 中視       | 《花系列－女人花》                   | 劉銘宏       |
| 中視       | 《女人的勇氣》                       | 胡大海       |
| 華視       | 《生生世世情》                       | 駱偉         |
| 華視       | 《天亮叫我》                         | 康平         |
| 華視       | 《生命的太陽》                       | 李振民       |
| 華視       | 《最佳利益》                         | 管育仁       |
| 公視       | 《春花望露》                         | 林漢國       |
| 公視       | 《雙城故事》                         | 施父         |
| 公視       | 《國際橋牌社外傳：和平歸來》         | 吳必助       |
| 公視       | 《我們與惡的距離 II》                | 林國永       |
| 樂視網     | 《光環之后》                         | 陸大鵬       |
| 樂視網     | 《天后之征》                         | 陸大鵬       |
| KKTV       | 《2020因為愛你》                     | 元微知       |
| 緯來電影台 | 《男盜女很賊》                       | 巴董         |
| 大愛電視台 | 《隨風 隨緣》                        | 陳錫仁       |
| 大愛電視台 | 《你好，我是誰？》                   | 傅世鍾       |

## 電影
- 《虎豹小子》
- 《追魂傘》
- 《月滿水沙漣》

## 外部連結
- 張銘杰粉絲團的Facebook專頁